# Camponotus nicobarensis
Camponotus nicobarensis är en myrart som beskrevs av Mayr 1865. Camponotus nicobarensis ingår i släktet hästmyror, och familjen myror.

## Underarter
Arten delas in i följande underarter:
- C. n. monticola
- C. n. nicobarensis
- C. n. rabbani